# Друга влада Милана Сршкића
Друга влада Милана Сршкића је била влада Краљевине Југославије од 5. новембра 1932. до 27. јануара 1934. године.

## Чланови владе
| Функција                                       | Слика        | Име и презиме             | Детаљи           |
| ---------------------------------------------- | ------------ | ------------------------- | ---------------- |
| Председник Министарског савета                 |              | Милан Сршкић              |                  |
| Министар иностраних послова                    |              | Богољуб Јевтић            |                  |
| Министар војске и морнарице                    |              | Драгомир Ж. Стојановић    |                  |
| Министар унутрашњих послова                    |              | Живојин Лазић             |                  |
| Министар правде                                |              | Божидар Ж. Максимовић     |                  |
| Министар просвете                              |              | Раденко Станковић         |                  |
| Министар финансија                             |              | Милорад Ђорђевић          |                  |
| Министар грађевина                             |              | Стјепан Сркуљ             |                  |
| Министар трговине и индустрије                 |              | Илија Шуменковић          |                  |
| Министар пољопривреде                          |              | Јурај Деметровић          | до 8. 5. 1933.   |
| Министар пољопривреде                          |              | Љубомир Томашић           | до 20. 10. 1933. |
| Министар пољопривреде                          | Милан Сршкић |                           |                  |
| Министар шума и рудника                        |              | Павао Матица              |                  |
| Министар саобраћаја                            |              | Лазар Радивојевић         |                  |
| Министар социјалне политике и народног здравља |              | Иван Пуцељ                |                  |
| Министар за физичко васпитање народа           |              | Лавослав Ханжек           |                  |
| Министар без портфеља                          |              | Алберт Крамер             |                  |
| Министар без портфеља                          |              | Хамдија Карамехмедовић    |                  |
| Министар без портфеља                          |              | Драгутин С. Којић         |                  |
| Министар без портфеља                          |              | Грга Будислав Анђелиновић | од 8. 5. 1933.   |